# Francisco Sepúlveda Riveros
Francisco Javier Sepulveda Riveros (Antofagasta, Chile; 3 de septiembre de 1991) es un futbolista chileno. Juega de defensa y su equipo actual es Santiago City de la Segunda División de Chile.

## Estadísticas
| Club                     | Div.          | Temporada     | Liga  | Liga  | Copas nacionales | Copas nacionales | Torneos internacionales | Torneos internacionales | Total | Total |
| Club                     | Div.          | Temporada     | Part. | Goles | Part.            | Goles            | Part.                   | Goles                   | Part. | Goles |
| ------------------------ | ------------- | ------------- | ----- | ----- | ---------------- | ---------------- | ----------------------- | ----------------------- | ----- | ----- |
| Antofagasta · Chile      | 2.ª           | 2011          | 12    | 1     | —                | —                | —                       | —                       | 12    | 1     |
| Antofagasta · Chile      | 1.ª           | 2012          | 18    | 0     | 3                | 0                | —                       | —                       | 21    | 0     |
| Antofagasta · Chile      | 1.ª           | 2013          | 2     | 0     | 6                | 0                | —                       | —                       | 8     | 0     |
| Antofagasta · Chile      | 1.ª           | 2013-14       | 8     | 0     | —                | —                | —                       | —                       | 8     | 0     |
| Antofagasta · Chile      | 1.ª           | 2014-15       | 14    | 0     | 8                | 0                | —                       | —                       | 22    | 0     |
| Antofagasta · Chile      | 1.ª           | 2015-16       | 6     | 0     | 5                | 0                | —                       | —                       | 11    | 0     |
| Antofagasta · Chile      | 1.ª           | 2018          | 9     | 1     | —                | —                | —                       | —                       | 9     | 1     |
| Antofagasta · Chile      | 1.ª           | 2019          | 8     | 0     | —                | —                | 1                       | 0                       | 9     | 0     |
| Antofagasta · Chile      | Total club    | Total club    | 77    | 2     | 22               | 0                | 1                       | 0                       | 100   | 2     |
| Copiapó · Chile          | 2.ª           | 2016-17       | 12    | 1     | —                | —                | —                       | —                       | 12    | 1     |
| Copiapó · Chile          | Total club    | Total club    | 12    | 1     | 0                | 0                | 0                       | 0                       | 12    | 1     |
| Colchagua · Chile        | 3.ª           | 2017          | 13    | 1     | —                | —                | —                       | —                       | 13    | 1     |
| Colchagua · Chile        | Total club    | Total club    | 13    | 1     | 0                | 0                | 0                       | 0                       | 13    | 1     |
| Rangers de Talca · Chile | 2.ª           | 2020          | 8     | 0     | —                | —                | —                       | —                       | 8     | 0     |
| Rangers de Talca · Chile | Total club    | Total club    | 8     | 0     | 0                | 0                | 0                       | 0                       | 8     | 0     |
| Total carrera            | Total carrera | Total carrera | 110   | 4     | 22               | 0                | 1                       | 0                       | 133   | 4     |
| 1. 2.                    |               |               |       |       |                  |                  |                         |                         |       |       |